# Лі Ваньон
Лі Ваньон (кор. 이완용, 李完用) — корейський державний діяч, прем'єр-міністр Корейської імперії. Відомий головним чином тим, що він підписав ряд договорів з Японією, включаючи Договір про приєднання Кореї до Японії.

## Життєпис
Народився в провінції Кьонгідо.
У 1887-1891 був на стажуванні в США. Після цього він став переконаним прихильником осучаснення Кореї по японському зразком, тому поставив свій підпис під  Японо-корейським договором про протекторат і пізніше публічно висловлювався на підтримку цього договору.
Після цього за підтримки генерал-резидента Кореї Іто Хіробумі отримав посаду прем'єр-міністра.
У 1907 змусив імператора Кореї Коджона відректися від престолу на користь свого сина Сунджона. Причиною зречення послужило порушення Коджоном Договору про протекторат: імператор послав трьох осіб на Гаазьку конференцію про мир, щоб спробувати показати Договір як несправедливий й анулювати його.
Через кілька днів після зречення Коджона Лі й Іто підписали договір, що значно розширював права генерал-резидента в Кореї.
У 1910 Лі та третій генерал-резидент Кореї Терауті Масатаке підписали Договір про приєднання Кореї до Японії. За співпрацю з  Японською імперією в 1910 отримав титул графа (відповідно до системи кадзоку), а в 1919 — титул маркіза.
Помер в 1926.
Більшість сучасних корейців вважає його зрадником. Відповідно зі  Спеціальним законом про повернення майна прояпонських колабораціоністів, прийнятим в Південній Кореї в 2005, у його нащадків було конфісковано майно.